# Primary flight display

Exemplo de um PFD

Ecrã principal de voo, em inglês primary flight display, sigla PFD, é um instrumento de voo moderno cujo objectivo é informar os pilotos de uma aeronave sobre dados cruciais de navegação. Essas informações são visualizadas num ecrã em LCD ou CRT. Este sistema de controlo de voos é utilizado desde os anos 80 por aeronaves particulares e comerciais.

## Componentes
- Comportamento da aeronave (ângulo de subida/descida, ângulo de inclinação de curva)
- Velocidade do ar
- Altitude barométrica e de radar, e velocidade vertical
- Navegação
- Avisos de voo (modo de potência, piloto automático, tipo de aproximação, ILS)
- Desvio vertical e horizontal
- Posição do side-stick (no caso de aeronaves Airbus)